# Rajd Wysp Kanaryjskich 2017

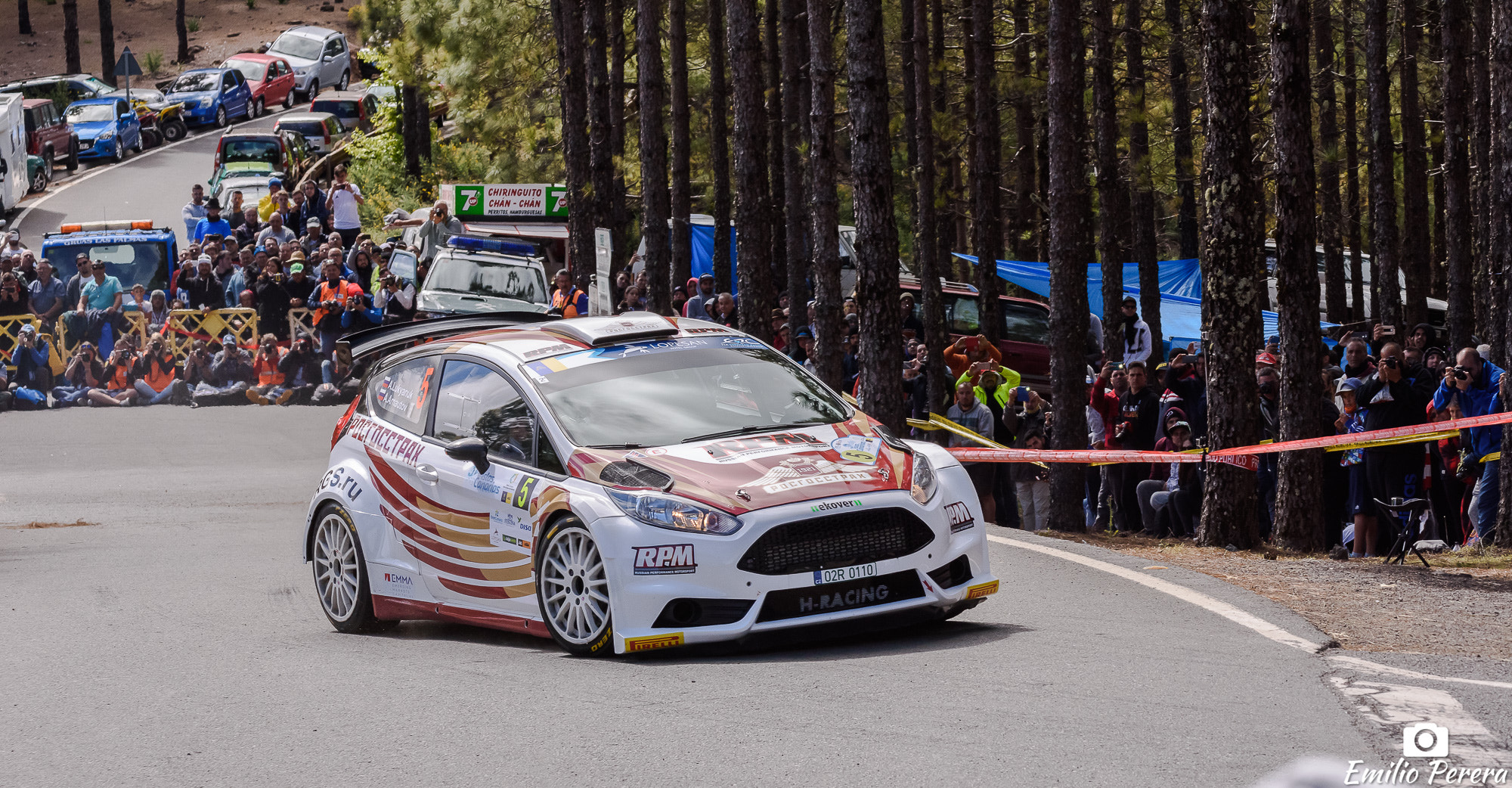
Aleksiej Łukjaniuk zwycięzca rajdu

Rajd Wysp Kanaryjskich 2017 (41. Rally Islas Canarias) to kolejna, 41 edycja Rajdu Wysp Kanaryjskich rozgrywanego na terenie Hiszpanii, na Wyspach Kanaryjskich. Rozgrywany był w dniach 4-6 maja 2017 roku. Była to druga runda Rajdowych Mistrzostw Europy w roku 2017. Składał się z 12 odcinków specjalnych, rozgrywanych na nawierzchni asfaltowej.

## Wyniki końcowe rajdu[1]
| Miejsce | Kierowca                 | Pilot               | Samochód               | Czas      | Strata  | Pkt ERC |
| ------- | ------------------------ | ------------------- | ---------------------- | --------- | ------- | ------- |
| 1       | Aleksiej Łukjaniuk       | Aleksiej Arnautow   | Ford Fiesta R5         | 2:06:01.8 | –       | 39      |
| 2       | Kajetan Kajetanowicz     | Jarosław Baran      | Ford Fiesta R5         | 2:06:59.0 | +57.2   | 29      |
| 3       | Bruno Magalhães          | Hugo Magalhães      | Škoda Fabia R5         | 2:07:05.4 | +1:03.6 | 25      |
| 4       | Iván Ares                | José Antonio Pintor | Hyundai i20 R5         | 2:07:17.2 | +1:15.4 | 19      |
| 5       | Luis Monzón              | José Carlos Déniz   | Ford Fiesta R5         | 2:07:30.5 | +1:28.7 | 15      |
| 6       | Pepe López               | Borja Rozada        | Peugeot 208 T16        | 2:07:35.6 | +1:33.8 | 11      |
| 7       | Cristian García Martínez | Eduardo González    | Ford Fiesta R5         | 2:07:43.2 | +1:41.4 | 8       |
| 8       | Sylvain Michel           | Jérôme Degout       | Škoda Fabia R5         | 2:07:45.5 | +1:43.7 | 5       |
| 9       | Armide Martín            | Pedro J. Domínguez  | Porsche 997 GT3 RS 3.8 | 2:07:53.1 | +1:51.3 | *       |
| 10      | Bryan Bouffier           | Denis Giraudet      | Ford Fiesta R5         | 2:08:25.0 | +2:23.2 | 2       |
| 11      | Marijan Griebel          | Stefan Kopczyk      | Škoda Fabia R5         | 2:08:38.9 | +2:37.1 | 1       |
| 12      | Nikołaj Griazin          | Jarosław Fiedorow   | Škoda Fabia R5         | 2:08:51.3 | +2:49.5 | 1       |
| ...     | ...                      | ...                 | ...                    | ...       | ...     | ...     |
| 18      | José Antonio Suárez      | Cándido Carrera     | Peugeot 208 T16        | 2:12:40.2 | +6:38.4 | 1       |

1. ↑  Nieliczony w klasyfikacji ERC